# Robert, comte de Paris
Robert, comte de Paris (en anglais, Count Robert of Paris), parfois intitulé Le Comte Robert de Paris, est un roman historique de l’auteur écossais Walter Scott. Il paraît sous le pseudonyme de Jedediah Cleishbotham en 1831 (l'année précédant la mort de Scott), en même temps que Le Château périlleux. Ce sont les deux derniers romans de Scott parus au XIXe siècle. Ils forment la quatrième série des Contes de mon hôte.
L'action se situe au début de la première croisade, en 1097. Les barons arrivent à Constantinople, porte d'entrée de l'Asie. Il se produit alors un choc de cultures et de mentalités : dans un pays où « il n'est pas facile de distinguer ce qui est vrai ou faux, réel ou illusoire », des brutes occidentales cupides, simples et déterminées, doivent composer avec le jeu trouble d'Orientaux retors.

## Genèse
En 1825, Scott a évoqué la troisième croisade dans Le Talisman. En février 1826, alors qu'il écrit Woodstock, il lit la Chronique du bon chevalier messire Jacques de Lalain. Il estime qu'il y a là matière à roman de chevalerie. Mais ce n'est que quatre ans plus tard, à l'automne 1830, qu'il entreprend d'écrire le livre que lui a inspiré la lecture de la Chronique : Robert, comte de Paris.
La santé de l'écrivain se détériore, et son entourage s'alarme. Scott s'enthousiasme pour son roman, puis pour un autre qu'il écrit en même temps, Le Château périlleux. Les médecins lui prescrivent un changement d'air. Scott tient à finir d'abord ses deux livres, ce qui se révèle très pénible : il est rongé par le doute, et par ailleurs en butte aux sévères critiques de son ami et imprimeur Ballantyne.

### Pseudonyme et rédacteur fictif
Dans les trois premières séries des Contes de mon hôte, Scott a recours au pseudonyme de Jedediah Cleishbotham et au rédacteur fictif Peter Pattieson. En 1819, à la dernière page de la troisième série, une note d'éditeur annonce que les Contes de mon hôte sont finis et que Jedediah Cleishbotham « s'est évanoui dans les airs ». Scott se ravise douze ans plus tard. Robert, comte de Paris et Le Château périlleux vont former une quatrième série des Contes de mon hôte, en quatre volumes (comme les séries précédentes). L'auteur reprend pour la circonstance le pseudonyme de Jedediah Cleishbotham. Et le personnage dérisoire portant ce nom fait précéder le premier roman d'une longue introduction bien dans sa manière. En revanche, dans le chapitre premier, le narrateur fictif Pattieson ne se met pas en scène comme il avait coutume de le faire.

### Publication
La quatrième série des Tales of my Landlord (Contes de mon hôte), comprenant Count Robert of Paris (Robert, comte de Paris, deux volumes et demi) et Castle Dangerous (Le Château périlleux, un volume et demi), paraît le 1er décembre 1831 (l'année précédant la mort de Scott) chez Cadell (en) à Édimbourg et chez Whitaker and Co à Londres.
Ce sont les deux derniers romans de Scott parus au XIXe siècle. The Siege of Malta et Bizarro, inachevés, ne seront édités qu'en 2008.

## Lieux du roman

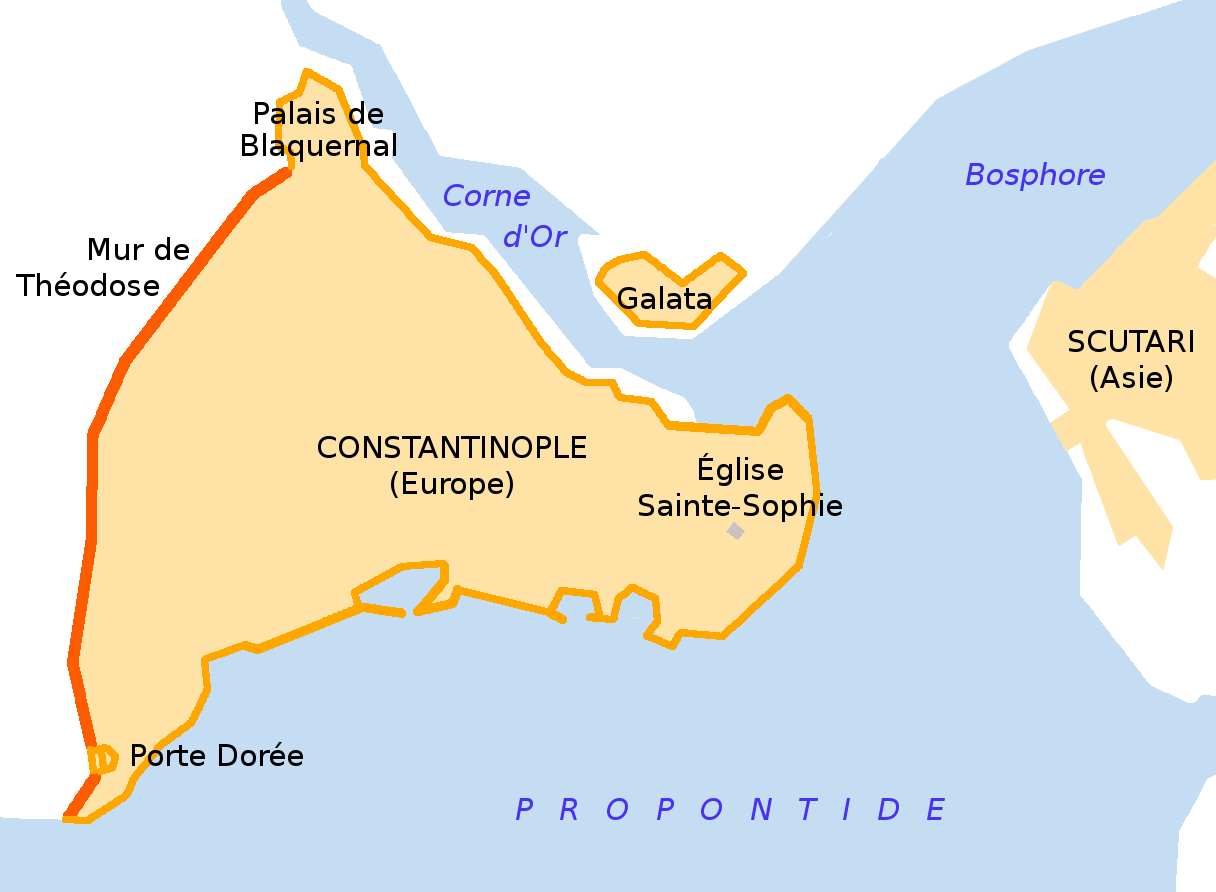
Le détroit du Bosphore sépare l'Europe de l'Asie.

La majeure partie du récit se déroule à Constantinople, sur la rive européenne du Bosphore. Un épisode a lieu non loin de Scutari (Üsküdar), sur la rive asiatique. Aujourd'hui, la ville d'Istanbul s'étend sur les deux rives.

### Palais de Blaquernal
Le palais de Blaquernal, comme l'appelle Scott, est le palais des Blachernes, une résidence impériale. Il est situé à l'extrémité nord du mur de Théodose, entre les remparts des Blachernes et ceux de la Corne d'Or. Il ne s'agit pas d'un îlot architectural comme en Occident, mais d'un domaine de 200 hectares comprenant terrasses, jardins, églises, administrations — et des bâtiments dispersés formant au moins quatre palais. Car chaque empereur ajoutait à la construction initiale une dépendance qui portait son nom et qui était considérée comme palais : on trouvait là notamment le palais d'Alexis Comnène.
Le Grand Palais, au sud-est de la ville, était de plus en plus délaissé.

### Chapelle Notre-Dame-des-lances-rompues
Robert de Paris raconte qu'en France, avant de défier les chevaliers de passage, il se recueillait la nuit dans la chapelle Notre-Dame-des-lances-rompues. Il s'agit sans doute de la chapelle dédiée à saint Drausin, évêque de Soissons : on disait que celui qui passait la nuit en prière devant le tombeau du saint devenait invincible. Drausin avait fondé un monastère dans un faubourg de Soissons, puis l'avait implanté dans la ville. Le saint évêque fut inhumé dans la chapelle de l'ancien monastère. Quelque cinq ans plus tard, en 680, sa dépouille fut transférée dans la chapelle du nouvel établissement. Ce monastère situé en ville a été connu par la suite sous le nom d'abbaye Notre-Dame. Il a été détruit à la Révolution.

## Cadre historique

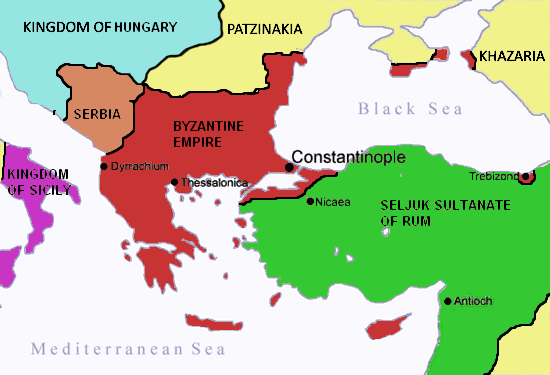
L'empire romain en 1081, à l'avènement d'Alexis Ier.

Après la chute de l’Empire romain d'Occident en 476, l’Empire romain d'Orient se maintient dix siècles durant (les historiens ne l’appelleront Empire byzantin qu’à partir du XVIIe siècle). Il est de culture grecque et de religion chrétienne orthodoxe (le roman se situe 43 ans après le schisme de 1054). Sa capitale est Constantinople, point de passage des croisés : en franchissant le détroit du Bosphore, ils arrivent en Asie.

### Garde varangienne
La garde varangienne de l’empereur Alexis est composée de mercenaires étrangers, qu'on appelle les Varègues (ou Varangiens, comme dans les traductions en français du roman de Scott). Ce nom désigne des Scandinaves (Danois, et surtout Suédois). Mais les Byzantins ne font pas de différence entre Scandinaves et Saxons. Leurs troupes varègues sont constituées en grande partie de Saxons.

### Première croisade
La Palestine, qui faisait partie de l'Empire, est aux mains des musulmans depuis le VIIe siècle. La première croisade, destinée à la reprendre, a lieu de 1096 à 1099. Une première vague, qui va être exterminée par les Turcs, est appelée « croisade des gueux » : Gautier Sans-Avoir se présente devant Constantinople le 20 juillet 1096, Pierre l'Ermite le 1er août.
La seconde vague, appelée « croisade des seigneurs » ou «  croisade des barons », celle qui inspire le roman, est autrement redoutable. Elle comprend quatre armées :
- la première est commandée par Hugues de Vermandois ;
- la deuxième par Godefroy de Bouillon et son frère Baudouin de Boulogne ;
- la troisième par Raymond IV, comte de Toulouse ;
- la quatrième par Bohémond de Tarente, accompagné de son neveu Tancrède de Hauteville.

### Époque du roman
Le roman s'ouvre sur l'approche, aux frontières de l'Empire, des seigneurs de la première croisade. Historiquement, Hugues de Vermandois arrive à Constantinople en novembre 1096, Godefroy de Bouillon le 23 décembre, Bohémond de Tarente le 9 avril 1097 et Raymond de Toulouse douze jours plus tard. Sans donner de dates, Scott les fait arriver de façon plus groupée.

## Résumé

### Arrivée des croisés

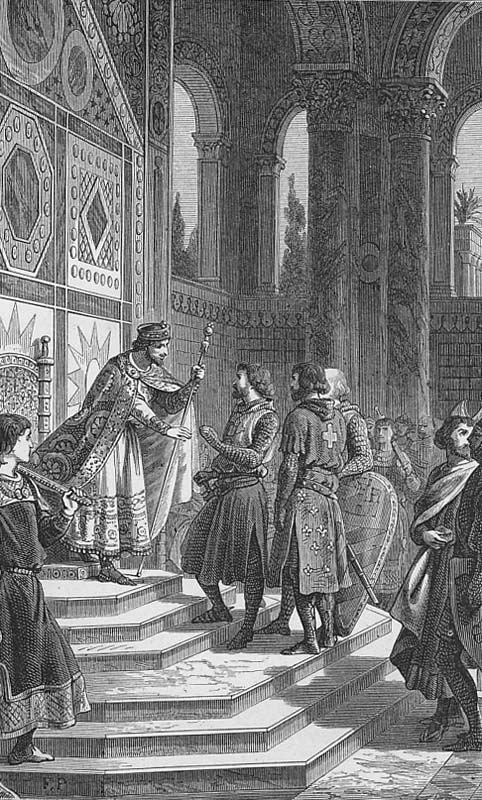
Godefroy de Bouillon et les barons reçus par l'empereur Alexis.

Les armées de la première croisade arrivent peu à peu devant Constantinople. Dans l'état de faiblesse où se trouve son empire, l'empereur Alexis doit rester prudent. Il cherche à éblouir les barons pour se donner de l'importance à leurs yeux, ne reculant ni devant la bassesse ni devant la fausseté. Tandis qu'il les reçoit avec les plus grands honneurs et les couvre d'or, il fait tailler en pièces par ses Turcs ou ses Scythes leurs détachements égarés. Tandis qu'il sert des festins aux chefs, il fait distribuer à leurs troupes de la nourriture avariée, de l'eau polluée, de la farine mêlée de craie, de chaux ou d'autres substances malfaisantes, « car on a véritablement peine à concevoir, dit-il, tout ce que l'estomac d'un Franc peut digérer aisément ».

### L'éclat de Robert
Estimant qu'ils ne peuvent décemment entamer leur croisade en attaquant un empire qui est le rempart du christianisme, les chefs des croisés acceptent de prêter, bon gré, mal gré, serment d'allégeance à l'empereur : défilant à tour de rôle devant lui, ils le reconnaissent pour « le seigneur suzerain naturel » de toutes les provinces qu'ils vont conquérir. Après que Bohémond a prêté serment, l'empereur tient à le raccompagner pour quelques pas. Un Franc, le comte Robert de Paris, en profite pour s'asseoir sur le trône impérial. Il insulte Alexis, le défie, puis se répand en propos méprisants parce que l'empereur esquive le combat singulier.
Les croisés commencent à traverser le Bosphore. Le soir, Robert pousse la bravade jusqu'à se rendre, en compagnie de son épouse, à un banquet donné par Alexis. En chemin, il est provoqué en un combat les armes à la main par Hereward, un Saxon de la garde varengienne, qui veut venger l'honneur de l'empereur. Méprisant cet adversaire indigne de lui, Robert réserve sa réponse.
Drogué au cours du banquet, il est jeté dans un cachot, tandis que sa belliqueuse épouse, Brenhilda, est courtisée par Nicéphore Brienne, le gendre de l'empereur. Robert a pour compagnon de cellule un tigre, dont il fracasse le crâne d'un coup d'escabelle. D'autres adversaires s'introduisent tour à tour dans la cellule. Robert doit affronter un orang-outan, puis un garde, et enfin Hereward. La lutte tourne en faveur d'Hereward. Mais les deux hommes décident d'une trêve : Hereward va permettre à Robert de s'évader, va l'aider à retrouver sa femme et, en échange, Robert acceptera de le rencontrer en champ clos.

### Le complot
Pendant ce temps, l'empereur a la satisfaction de savoir tous les croisés sur la rive asiatique du Bosphore. Il peut maintenant se consacrer à prévenir un autre danger, une conspiration menée par trois hommes : son propre gendre Nicéphore Brienne, le commandant de la garde varangienne Achillès Tatius et le philosophe Agélastès. Chacun envisage de devenir empereur, en éliminant les deux autres le moment venu.
Hereward et Robert découvrent que Brenhilda et son « écuyer » Berthe sont chez Agélastès, le pourvoyeur des plaisirs de Nicéphore. Brenhilda, non contente de repousser les offres de ce dernier, le provoque en combat singulier : si elle gagne, Robert sera libéré ; si elle perd, elle appartiendra au vainqueur. Hereward, qui assiste caché à la scène, a la surprise de reconnaître en Berthe l'amour de sa jeunesse en Angleterre.

### La mission de Berthe
On apprend que Nicéphore, craignant d'être traité de lâche, a décidé d'affronter Robert, et non Brenhilda. Hereward apprend de son commandant que l'insurrection aura lieu pendant le combat singulier. On va mettre à profit ce rassemblement de foule et d'hommes en armes, et cette rare apparition publique d'Alexis. L'empereur sera tué.
Hereward sait que Nicéphore aura soin de truquer le combat singulier. Il faudrait obtenir la présence de croisés pour en garantir toute la loyauté, et sauver Robert d'une mort certaine. Berthe se charge de porter le message. Elle traverse le détroit du Bosphore. Elle se rend au camp des croisés, non loin de Scutari. Elle obtient de Godefroy de Bouillon qu'il dépêche, pour assister au combat, 50 lances de 10 hommes chacune. Pour ne pas tourner le dos à la Palestine, pour que leur vœu « reste enregistré sans rature dans la chancellerie du ciel », les 500 croisés se rendent à cheval à reculons jusqu'au point d'embarquement.
Alarmé par une prédiction d'Agélastès qui lui fait craindre une vengeance divine, l'empereur souhaite se mettre en paix avec sa conscience. Il se confesse au patriarche Zozime. Au terme de sa confession, il tient à souligner que les crimes qu'il vient d'avouer ne sont pas son ouvrage, mais celui des intrigants qui l'ont réduit à prendre des mesures rigoureuses. Il profite de l'occasion pour tenter de se ménager l'appui de Zozime, sachant que celui-ci voit en Agélastès un farouche païen. L'empereur demande son avis au patriarche : quels sont les griefs dont peuvent se servir les conspirateurs pour faire se révolter les soldats et les habitants ? Zozime répond que le meurtre du très populaire Ursel est un grave sujet de mécontentement, et la cause la plus probable d'une effervescence. En échange du « déluge de bienfaits » qui lui sera versé en guise de pénitence, Zozime promet le soutien de l'Église à l'empereur.
Le conspirateur Ursel n'est pas mort. Le malheureux croupit depuis trois ans, dans des conditions abominables, en un sombre cachot. L'empereur charge un esclave médecin de le remettre sur pied pour qu'il puisse paraître en public le lendemain.

### Le combat
Le lendemain, soldats de la garde des Immortels et citadins impliqués dans la conspiration voient le détachement de croisés traverser le Bosphore pour revenir à Constantinople. Ils ne s'en alarment pas, car Agélastès avait soudoyé Bohémond pour qu'il se joigne aux insurgés. Bohémond pourtant n'est pas du nombre : se méfiant de lui, Godefroy lui a interdit de se joindre au détachement. L'empereur, lui, ne tient pas à revoir des croisés dans sa ville. Il donne l'ordre à ses navires de les attaquer. Les croisés forcent le blocus, débarquent sur la rive occidentale et viennent prendre place autour de la lice.
Dans le palais, au même moment, condamné à mort par l'empereur, Nicéphore Brienne est conduit au supplice. L'impératrice et sa fille arrivent à arracher sa grâce. Nicéphore va être retenu prisonnier pendant vingt-quatre heures, le temps que des mesures soient prises pour garantir la tranquillité publique.
La foule et les Immortels ont peuplé les lieux du combat. Des cris retentissent : « Ursel ! Ursel ! ». L'empereur annonce alors qu'Ursel n'est pas mort. L'ancien conspirateur s'avance en effet dans l'arène, paré de riches vêtements. Il assure l'empereur de son fidèle soutien. Un héraut annonce que le complot a été déjoué, et que l'empereur pardonne aux meneurs. Le peuple tourne alors ses pensées vers le duel attendu.
Robert paraît dans la lice. Nicéphore Brienne ne se présente pas à l'appel de son nom. C'est alors qu'Hereward propose de se battre à sa place, puisque Robert lui a promis un combat en champ clos. Robert accepte. L'affrontement a lieu à pied, à la hache varangienne. Il commence avec beaucoup de prudence des deux côtés. Puis la fureur s'empare des deux hommes, les assauts deviennent de plus en plus violents, et le sang coule. Robert commence à se courroucer d'une si longue opposition, à laquelle il n'est pas habitué. Enfin, ayant feinté, il peut frapper Hereward du tranchant de son arme. Le Varangien chancelle. Robert va l'achever, quand une voix de femme jaillit de l'assemblée. Berthe rappelle à Robert qu'il n'est en vie que grâce à elle. Robert, reconnaissant sa dette, épargne Hereward.
Hereward suit Robert en Terre Sainte. Sur le chemin du retour, en Italie, il épouse Berthe. Il revient dans son Angleterre natale. Grâce à l'intercession de Robert auprès de Guillaume le Roux, il obtient une terre dans le Hampshire.

## Personnages

### Robert de Paris

#### Source
Le personnage de Robert est créé par Scott à partir d'un incident qu'Anne Comnène relate dans l'Alexiade, sans donner le nom du fauteur de trouble : « Le serment fut prononcé ; mais lorsque tout fut terminé, un certain noble, parmi ces comtes, eut l'audace de s'asseoir sur le trône de l'empereur. » Ce noble par la suite raconte à l'empereur ses prières, la nuit, dans une chapelle de France, et ses attentes, le jour, sur le chemin, pour défier tout chevalier qui viendrait à passer par là. C'est le philologue Charles du Fresne du Cange qui suppose que cet homme est Robert de Paris, un descendant des comtes de Paris (le dernier comte de Paris du Moyen Âge est Othon, mort en 1032).

#### Le personnage du roman
Scott suit Du Cange dans son hypothèse. Il fait de Robert un comte, un pair de France du sang de Charlemagne. D'une taille colossale, c'est un des hommes les plus forts du siècle, et l'un des plus braves de l'armée des croisés. Ses traits nobles et fiers expriment la tranquillité et le mépris. Son air est grave et décidé. Une teinte d'enthousiasme étincelle dans ses yeux pleins de vivacité. Il est d'un caractère ardent et ombrageux, d'une brusque franchise, belliqueux, fortement dominé par la vanité. Il méprise l'or, à moins que sa conquête ne soit assortie d'un danger. Chevaleresque, généreux, enthousiaste, il possède « les qualités, en partie réelles et en partie de convention, que les hommes de son rang et de son pays puisaient dans l'esprit de la chevalerie ». Mais sa bravoure a tendance à lui faire perdre complètement le sens commun. Fantasque, il est « incapable de suivre d'autres conseils que ceux de son imagination bizarre ». D'une consternante naïveté, il tire l'épée à l'écoute du moindre conte merveilleux qui lui offre une possibilité d'aventure : croyant aux sornettes de princesse ensorcelée, il se propose d'aller sur-le-champ réveiller celle-ci de quatre baisers d'amour — sachant que le premier la transforme en un dragon crachant le feu. Il compromettrait le succès de toute la croisade « plutôt que de sacrifier une occasion de rencontrer en champ clos un digne antagoniste » ou de perdre une chance de rendre hommage à Notre-Dame-des-lances-rompues. Pour Agélastès, il est obtus et pervers, incapable d'entendre la raison. Pour Bohémond, cet « insensé » a un « caractère aigri par l'infortune et le désappointement ».

### Famille impériale

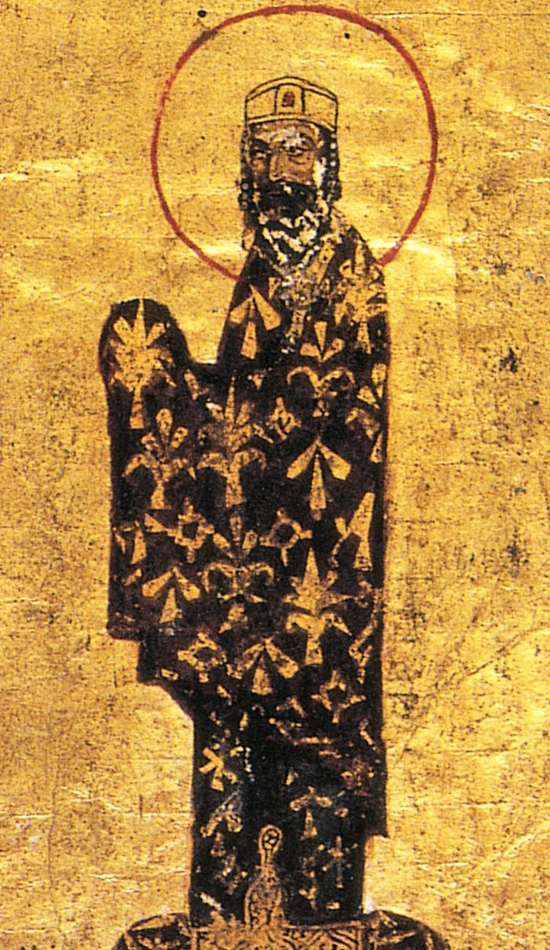
Alexis Ier Comnène.

- Alexis Comnène, empereur romain, personnage historique. « Pas plus de pouvoir sur les provinces démembrées de son empire que n'en a un cheval à demi-mort sur les parties de son corps, sur lesquelles le corbeau et le vautour ont déjà commencé à s'abattre pour en faire leur pâture[22]. » Affecte un degré de pompe qui semble annoncer « une grande faiblesse d'esprit ». Il est « fier d'étaler sur sa personne les marques distinctives de divers ordres de noblesse, et de les conférer à d'autres[23] ». Sans la nécessité de se faire craindre des conspirateurs étrangers ou familiaux, il aurait pu être regardé « comme un prince honnête et humain[24] » : il montre de la bonté, il fait tomber moins de têtes et crever moins d'yeux que ne le faisaient ses prédécesseurs[24]. Son caractère présente donc un « mélange de bon sens et de faiblesse, de bassesse et de dignité, de discrétion prudente et de manque d'énergie[24] ». Sa position lui impose de toujours déguiser ses sentiments, et d'affecter d'être au-dessus des passions humaines — ce qui est loin d'être vrai. Sacrifie à d'humbles expédients, mais qui sont « la honte de son siècle plutôt que la sienne[23] » : il est réduit à adopter « un système de politique bas et honteux[23] », il emploie communément « la ruse et la dissimulation au lieu de la sagesse, et la perfidie au lieu du courage[23] ». Mais c'est peut-être une adroite combinaison d'astuce et de sagesse qui lui permet de gouverner son peuple au mieux de l'intérêt général et du sien. S'il possède parfaitement les manœuvres de la politique, il maîtrise aussi l'art de la guerre. Certes, il montre parfois, s'il doute de la valeur de ses troupes, de la répugnance à combattre. Mais, sans être porté au combat singulier, il lui arrive de risquer hardiment sa vie dans la mêlée. Il est particulièrement dangereux quand on cherche à lui couper sa retraite. Superstitieux, même s'il le cache. Porte un vif intérêt aux affaires de l'Église. Ayant — ou affectant d'avoir — en horreur l'hérésie, il traque impitoyablement ceux qui sont dans l'erreur. Mais les sentiments religieux qu'il affiche ne convainquent pas tout le monde. Hypocrite, selon sa femme. Imbécile, selon Agélastès[25]. Poltron, selon Robert de Paris[26].
- Irène Doukas, impératrice, personnage historique. Digne, superbe, une froide ambition. Avare de sa bienfaisance et de sa bonté, selon sa fille. Couve une vieille haine conjugale[27].
- Anne Comnène, fille du couple impérial, personnage historique. Ici, elle a 27 ans et travaille déjà, dans un style pompeux et monotone, à l'Alexiade (historiquement, Anne a 13 ans lorsque les barons arrivent à Constantinople). Gracieuse et vive. Des manières agréables. Des passions énergiques. Épie les moindres mouvements de son époux « avec la jalousie d'une tigresse ». Belle et savante. Les mauvaises langues laissent entendre cependant qu'elle « était plus belle à une époque où elle était moins savante[28] ». Pérore volontiers sur des sujets dont elle ignore tout, raconte dans l'Alexiade des événements qu'elle n'a pas vécus. Un amour-propre aveugle, trop savante, selon son père[29]. Sotte femme et enfant gâtée, selon Agélastès[25].
- Nicéphore Brienne, époux d’Anne, personnage historique. Aussi vigoureux que bien fait. Sait manier les armes. Impétueux, une haute opinion de lui-même. Il est d'une maison très puissante, ce qui a déterminé Alexis à le prendre pour gendre. Il a le titre de César — mais qui ne désigne plus la deuxième personne de l'empire : Alexis a pris soin de placer le sébastocrate (son propre frère) au-dessus du rang de César. Ce qui a sans doute incité Nicéphore à tremper dans les complots d'Agélastès. N'est guère esclave des règles de l'honneur. Des succès auprès des femmes. Entend disposer de son temps comme il lui plaît. Affecte d'avoir la plus grande vénération pour l'érudition de son épouse. Les courtisans pensent néanmoins qu'il aimerait se voir dispensé des soporifiques séances du cercle littéraire que réunit régulièrement la famille impériale. À suivre les avis d'Agélastès, il a perdu sa réputation d'homme raisonnable et son renom de chef brave. Un présomptueux, un voluptueux, un fat débauché, selon ce même Agélastès. Un ingrat et un imbécile, selon l'empereur. Un freluquet bavard et un fanfaron, selon Robert.

### Chefs des croisés

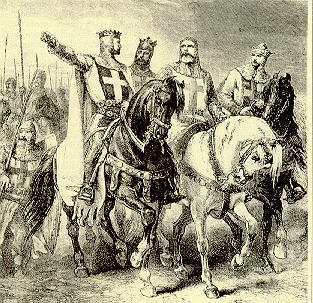
Godefroy de Bouillon et les chefs de la première croisade.

- Bohémond, Normand de Sicile, fils de Robert Guiscard. Personnage historique (futur Bohémond Ier d’Antioche). Habile homme d'État, d'un égoïsme et d'une ambition effrénés. Une bravoure indomptable. Une basse cupidité. Son intérêt personnel est son seul guide dans la croisade. Beaucoup d'influence sur les autres croisés, de par ses longues relations passées avec l'empereur.
- Godefroy de Bouillon, duc de Basse-Lotharingie, personnage historique. « Un des plus sages, des plus nobles et des plus braves » chefs de la croisade[30]. Sa bonne foi et sa générosité lui valent l'estime des princes et des comtes. Son zèle pour la religion, son respect pour l'Église et pour ses dignitaires lui attachent le clergé. Sa justice, sa libéralité et sa franchise le rendent populaire auprès des humbles.
- Tancrède d’Otrante, neveu de Bohémond, personnage historique (futur prince de Galilée). « Le plus noble des chevaliers chrétiens[31]. »

### Autres personnages
- Hereward d'Hampton, environ 22 ans, chrétien. Exilé d’Angleterre après la mort de son père Waltheoff, insurgé saxon. Soldat accompli, officier subalterne (connétable, ou sergent) de la garde impériale varangienne, il combat avec la hache que portait son père à la bataille d'Hastings « contre les brigands normands[32] ». Grand et vigoureux. Un air de franchise autant que de bon sens. Des vertus simples et primitives. De la fermeté. Ne connaît ni la crainte ni l'hésitation. Peu disposé à laisser une injure impunie. De l'aisance et de la hardiesse : ni gauche ni incivil. Très observateur. De la pénétration. Un ton de sincérité brusque. Sa qualité de Barbare lui permet de s'affranchir des règles d'une politesse artificielle. Selon l'usage des Saxons, il n'a pas le moindre égard pour le titre de ceux auxquels il s'adresse — notamment s'il s'agit de Normands ou de Francs, qui tiennent déjà fortement « aux privilèges du système féodal, aux mômeries de l'art héraldique et aux distinctions que les chevaliers réclamaient comme appartenant exclusivement à leur ordre[33] ». Il a une affection sincère pour son commandant Achillès Tatius, même si, sous une apparence de respect, il cache un sentiment intime de supériorité. Confident de cet insurgé, il a su en outre gagner la confiance de l'empereur. D'une intelligence bornée et barbare, d'une insensibilité stupide, selon Achillès Tatius, qui ne voit en lui qu'un « âne que la nature a maudit en lui donnant si peu de jugement[34] ». Une brute sans humanité, selon Robert, « dépourvue de tout sentiment d'honneur et de honte[35] ».
- Achillès Tatius, acolouthos (« suivant », car son devoir est de suivre constamment la personne de l'empereur), c'est-à-dire commandant de la garde varangienne. Peu courageux. Un ton affecté d'importance et de supériorité. Il respecte néanmoins la valeur d'Hereward, et lui témoigne affection et bonté. Généreux et libéral à l'égard de ses hommes. Il leur fait croire que les faveurs que leur accorde l'empereur sont dues à son intercession. Une élocution ampoulée, une bassesse de courtisan formaliste et cérémonieux. Quand il prononce le nom de Sa Majesté très sacrée, ou même quand il pense à elle, il n'oublie jamais de porter la main à son casque et d'ajouter quantité d'épithètes fleuries. Hereward le considère comme son ami. Anne le voit vaillant et d'une fidélité éprouvée. Un lâche fanfaron, selon l'empereur. Pour son complice Agélastès, il n'est qu'un lâche, dénué de principes, un demi-Barbare manquant de bon sens, « un misérable qui n'a reçu qu'une demi-éducation, qui ne sait prendre que des demi-mesures, qui ne réfléchit et qui n'ose qu'à demi, dont les plus pauvres pensées […] ne sont pas le produit de son propre cerveau[36]. »
- Nicanor, grand protospathaire (« premier homme d'épée »), c'est-à-dire général en chef des forces de l'Empire. Hereward précise devant la cour qu'il ne l'a jamais vu dans la bataille « à moins d'une portée de javeline » du danger.
- Zozime, patriarche de Constantinople[37].
- Michel Agélastès, dit « l'Éléphant », plus de 60 ans, peut-être plus de 70. Gros, gras et replet. Chauve, une barbe blanche d'une longueur prodigieuse. Froid, stoïque. « Reste de la vieille philosophie païenne », il croit à peine « à la vérité du christianisme[38] ». Il fait croire qu'il communique avec les dieux anciens, et qu'il en tire des connaissances surnaturelles. Affecte « des mœurs sévères, une science profonde et une droiture austère[39] ». Il paraît ne convoiter aucune place, ne rechercher aucune considération. Il ne vient au palais que s'il est requis. Il semble pourtant avoir une grande influence sur le comportement des hommes, et s'élever bien haut et bien aisément à la cour. Il arbore les guenilles, les principes et le langage impudent des philosophes cyniques de l'Antiquité. Mais les guenilles sont de la plus grande propreté, l'homme cherche à plaire par des bouffonneries, il se plie avec une stricte déférence au cérémonial imposé en présence de la famille impériale. Il possède en nombre riches vêtements, pierres précieuses et joyaux. Son « ermitage » se compose d'appartements somptueux, décorés de statues de nymphes dénudées, où il sert des festins à la famille impériale. Il n'est pas le mauvais plaisant qu'il veut paraître, qui fait rire à ses dépens ou à ceux des autres. Il a un jugement profond, un esprit pénétrant, une adresse insinuante. Un « serpent », selon l'empereur, un maître dans l'art du mensonge et de la dissimulation. Il a commencé par être le bouffon de la cour, il en a pénétré tous les secrets, il s'y est rendu maître de toutes les intrigues, il a ourdi un tissu d'impostures, il a corrompu les gardes. Sous le masque de la bonne humeur, il encourage au vice. À l'aide du « jargon spécieux de la philosophie[40] », il malmène toute croyance religieuse et tout principe de morale. Sous son air fidèle, il conspire à présent avec Nicéphore et Achillès Tatius. Et, s'il échoue, on ne donne pas cher de ses complices. Mais l'empereur le connaît, et se méfie de lui. Du jugement, de la vertu et une profonde sagesse, selon Anne, qui voit en lui le plus grand des philosophes de l'Empire. « Un vieil hypocrite », selon Robert. Un scélérat, un sycophante artificieux, selon Hereward.
- Diogènes, esclave d'Agélastès.
- Agathe, « écuyer et garde du corps » de Brenhilda. Jeune et jolie. Vigoureuse, fortement constituée. Autrefois, en Angleterre, elle était Berthe, fille d'Engelred, franklin (en) dans le Hampshire, insurgé saxon allié — tout comme le père d'Hereward — à Edric le Forestier. Elle avait là-bas donné sa foi à Hereward. Elle avait ensuite été capturée par le père de Brenhilda, au cours du sac du monastère où elle s'était réfugiée. Une docilité et une douceur naturelles, mais capable de hardiesse. Un grand attachement pour Brenhilda. Évite de lui reprocher les dangers auxquels elle s'expose, ce qui lui permet de donner parfois son avis et d'avoir de l'influence sur elle.
- Brenhilda d'Aspramont, 26 ans passés. Fille unique du chevalier d'Aspramont. Épouse de Robert. D'une bravoure égale à la sienne. D'une grande beauté. Un air fier et majestueux. Un costume à demi masculin. « Un être qui tient le milieu entre l'homme et la femme[41] », selon Agélastès. Une de ces amazones intrépides que l'on voit au premier rang dans les batailles, à cette époque[42]. Elle tue un chef de mercenaires scythes d'un seul coup d'épée à la tête. Quand elle était jeune fille, ses nombreux soupirants eurent à se battre en champ clos. Après quoi, les vainqueurs durent l'affronter elle-même. L'un après l'autre, ils furent tous défaits. Le chevalier errant Robert fit savoir qu'il voulait se mesurer à la terrible demoiselle, mais nullement pour obtenir sa main. Dépitée d'un tel dédain, elle perdit la rencontre. Mais Robert céda finalement à son charme, et l'épousa. Ils se rendirent ensemble à la chapelle Notre-Dame-des-lances-rompues. Là, ils défièrent deux chevaliers, auxquels ils firent mordre la poussière. Ils poursuivirent à deux la vie de chevalier errant, avant de prendre la croix. Brenhilda est fidèle à son mari. Aussi candide que lui, elle croit elle aussi aux calembredaines de belle princesse enchantée que quatre baisers d'amour peuvent ramener à la vie. Elle est par conséquent très jalouse de voir son époux déterminé à tenter l'aventure.
- Zedekias Ursel. Ancien chef de la cohorte des Immortels romains. Impétueux. De la science militaire, de la sagesse politique. Brave, honnête, vertueux. Courageux, libéral. Ayant conspiré contre Alexis, il est enfermé depuis trois ans dans un cachot. On le croit mort. Mais il vit toujours dans l'affection des Immortels et des habitants de la ville.
- Sylvain, orang-outan. Hereward a plus confiance en lui que dans les humains, « éternellement occupés à se tromper ou à se détruire les uns les autres[43] ».
- Douban, vieil esclave médecin.

## Accueil
Robert, comte de Paris connaît un grand succès auprès des lecteurs, mais la défaveur des critiques. Ce livre déconcertant, incongru, où l’on croise notamment un tigre et un orang-outan, suscite bien des commentaires contradictoires : fantaisie extravagante pour certains commentateurs, simple compilation d’archives historiques pour d’autres.

## Analyse
Henri Suhamy rappelle qu’il s'agit d'un roman historique, c’est-à-dire à la fois d'un roman et d'un cours d’Histoire : Scott pousserait ici la logique de son art dans ses conséquences ultimes, restituant les mentalités, les rêves et les hantises de l’époque et du lieu ; lieu ambigu, entre Occident et Orient, avec des intrigues toutes byzantines et des complots tortueux dans des souterrains et des couloirs de palais labyrinthiques.
Cependant, Laffont et Bompiani estiment que « les dons de conteur de Walter Scott se retrouvent à peine dans ce roman ».

## Traductions
Une traduction en français d'Auguste-Jean-Baptiste Defauconpret, intitulée Robert, comte de Paris : roman du Bas-Empire, paraît en quatre volumes in-12 à Paris, chez Charles Gosselin, en 1831 (l'édition de langue anglaise est parue le 1er décembre de cette année-là).
Une traduction d'Albert Montémont paraît sous le titre Le Comte Robert de Paris, dans une édition en 27 volumes d'œuvres de Scott (1830-1832), à Paris, chez Armand-Aubrée.

## Édition critique en anglais
Count Robert of Paris fut préparé à la publication par le gendre de Scott, John Gibson Lockhart, et par l'éditeur Cadell (en). John H. Alexander soutient que la version publiée par leurs soins est « expurgée, insipide et proprette ». Il propose une édition partant du manuscrit et de ce que l’on a conservé des intentions initiales de l’auteur : Walter Scott, Count Robert of Paris, ed. J. H. Alexander, Edinburgh University Press, 2006.

## Adaptation
En 2000, Alexandre Inshakov (ru) adapte librement le roman pour la télévision russe, sous le titre «Рыцарский роман» (ru) (Rytsarskiy roman).